# Радио Фортуна
Радио Фортуна је радио станица у Сомбору.

## Историјат
Радио Фортуна је радила као део приватне телевизије Сомбор, сада Канала 54 (Телевизије Фортуна). Радио је добио фреквенцију од Републичке радиодифузне агенције за емитовање програма. Радио је до 2008. године емитовао програм на локалној фреквенцији 93,9 MHz FM, а сада емитује на 106,6 MHz FM за град Сомбор и ближу околину

## Данас
Средином децембра 2008. године Радио Фортуна је пребачен нову фреквенцију 106,6 MHz FM, да би фреквенција 93,8 MHz FM припала другом програму Радио Београда. Наиме, у Сомбору је предвиђено постављање новог предајника, који би поред Радио Београда 2 емитовао и програме Радио Београда 1, Радија 202 и Стереораме.
Радио Фортуна данас покрива територије северне и западне бачке, а радио се може чути и на територији јужне мађарске (Сегедин и Баја) источне славоније (Осијек) и барање (Бели Манастир).

## Spoljašnje veze
- Radio Fortuna
- Radio Fortuna u Segedinu fm sekniranje Архивирано на веб-сајту  (29. март 2017)